# National Centers for Environmental Prediction
Centres nationaux de prévision environnementale
Le National Centers for Environmental Prediction (NCEP) est un regroupement de centres nationaux spécialisés de prévisions météorologiques aux États-Unis. Ces centres émettent des cartes, des bulletins et autre types de guides pour divers centres locaux en météorologie, en hydrologie et en météorologie de l'espace. Certains émettent également des avertissements météorologiques. Le réseau NCEP fait partie du National Weather Service, le service météorologique américain, et son mandat est de voir à la protection des biens et de la vie du public ainsi qu'au développement de la science météorologique.

## Histoire
En 1942, le « Central Analysis Center » (CAC) fut créé pour préparer et diffuser les analyses maîtresses de la haute atmosphère du Weather Bureau (ancêtre du National Weather Service). En 1958, le « National Meteorological Center » (NMC) est créé pour intégrer le CAC et d'autres divisions, en particulier pour incorporer la recherche en prévision numérique du temps qui vient de naître. En 1994, le NWC voit son mandat élargir et devient les National Centers for Environmental Prediction.

## Structure
Il y a neuf centres du NCEP :
1. Aviation Weather Center : le centre de prévision destiné à l'aviation qui émet des prévisions pour les aéroports, des cartes de prévision des conditions atmosphériques pour l'usage des aéronefs en vols (nationales et internationales) et des bulletins d'alertes pour les conditions dangereuses de vol ;
2. Climate Prediction Center : le centre de prévision climatique qui suit les changements climatiques et travaille sur les modèles de prévision climatologique[4] ;
3. Environmental Modeling Center (EMC) : le centre de prévision numérique du temps qui développe des modèles de prévision du temps, hydrologique et océanique pour l'usage des centre locaux de prévision météorologique comme le WRF et le GFS ;
4. Weather Prediction Center : le centre de prévision hydrométéorologique qui fait l'analyse et la prévision des conditions de précipitations qui peuvent affecter les États-Unis par des inondations, des sécheresses, etc. à partir des modèles développés par le EMC ;
5. NCEP Central Operations : le centre destiné à l'implantation et au fonctionnement des modèles numériques développés par EMC, ainsi qu'à la diffusion des résultats ;
6. Ocean Prediction Center : le centre de prévision océanique qui émet des prévisions et des avertissements pour les océans Atlantique et Pacifique, au nord de 30 degrés de latitude nord, jusqu'à cinq jours d'avance ;
7. Space Weather Prediction Center : le centre de prévision de la météorologie de l'espace qui émet des prévisions météorologiques, d'activité solaire et des avertissements pour les opérations spatiales américaines et de certains autres pays ;
8. Storm Prediction Center : le centre de prévision des orages violents qui émet des cartes et des avertissements pour le développement de phénomènes comme la grêle, les tornades, les vents violents orageux. Ce centre émet également des guides pour les conditions affectant les feux de forêt et les bourrasques de neige ;
9. National Hurricane Center (nommé Tropical Prediction Center de 1995 à 2010) : étudie, prévoit le développement et envoie des alertes météorologiques par rapport aux cyclones tropicaux dans les eaux bordant les États-Unis.

## Localisation

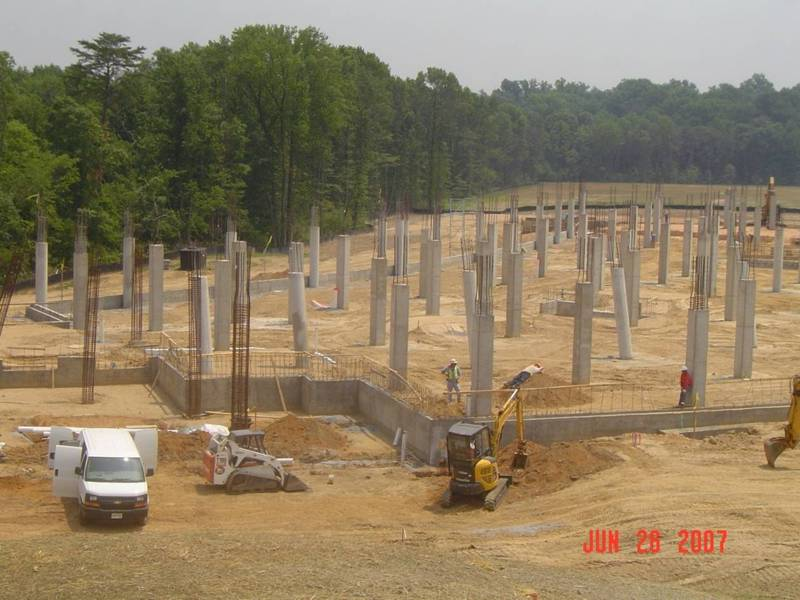
Construction du nouvel édifice du NCEP en juin 2007

Le quartier général et cinq des composantes (Weather Prediction Center, Climate Prediction Center, Ocean Prediction Center, Environmental Modeling Center et NCEP Central Operations) du NCEP ont déménagé dans un nouvel édifice de 28 000 m2 à College Park (Maryland) en 2009. Il fut construit sur le site du M-Square, un centre privé-public où des organismes gouvernementaux, universitaires et privés dans le domaine de la technologie et la science ont des bureaux. Il y a environ 800 personnes travaillant au nouveau NCEP. Ce bâtiment remplaça le World Weather Building de Camp Springs (Maryland).